# Kodeks 0243
Codex Ruber (Gregory-Aland no. 0243) – grecki kodeks uncjalny Nowego Testamentu na pergaminie, paleograficznie datowany na X wiek. Rękopis przechowywany jest w Biblioteca Marciana (983 (II, 181)) w Wenecji. Pisany jest czerwonym atramentem.
Cytowany jest w krytycznych wydaniach Greckiego Nowego Testamentu.

## Opis
Do dziś zachowało się 7 kart kodeksu (32,5 na 24 cm) z tekstem 1. Listu do Koryntian (13,42-16,24) i 2. Listu do Koryntian (1,1-13,13).
Tekst pisany jest w dwóch kolumnach na stronę, w 48 linijkach w kolumnie, pisany małą, elegancką semi-uncjałą, czerwonym atramentem.
Występuje błąd iota adscriptum oraz błąd N efelkystikon. ST-owe cytaty oznakowane zostały przy pomocy odwróconego comma (>). Akcenty i przydechy stosowane są poprawnie .
Kształt liter kodeksu reprezentuje etap pośredni pomiędzy uncjałą a minuskułą .

## Tekst
Tekst kodeksu jest pokrewny dla rodziny tekstualnej związanej z minuskułem 1739 . Kurt i Barbara Alandowie zbadali 41 miejsc rękopisu, ważnych z punktu widzenia krytyki tekstu i dali mu następujący profil tekstualny: 71 81/2 212 5s, co znaczy, że 7 razy wspiera tekst bizantyjski przeciwko „oryginalnemu”, 8 razy zgodny jest z tekstem bizantyjskim oraz oryginalnym, 21 razy wspiera tekst oryginalny przeciwko bizantyjskiemu, posiada 5 sobie właściwych wariantów tekstowych (Sonderlesarten). W oparciu o ten profil Alandowie zaklasyfikowali go do kategorii II, jakkolwiek z pewnym wahaniem.

## Historia
Aland datował kodeks na X wiek. W ten sam sposób datuje go obecnie INTF.
Niedługo po odkryciu kodeksu, wykazano, że należał do tego samego rękopisu co 0121b. W 27 wydaniu Novum Testamentum Graece Nestle-Alanda (NA27) 0121b włączony został do kodeksu 0243, a 0121a otrzymał siglum 0121.